# 홍마태
홍석균(洪마태, 1981년 5월 5일 ~ )은 전 KBO 리그 야구 선수의 외야수이다.

## 출신학교
- 중앙고등학교
- 고려대학교